# Goa'uldi
Goa'uldi jsou fiktivní parazitickou rasou ve sci-fi seriálu Hvězdná brána. Jejich tělo připomíná hada, nebo velkého červa. Nejčastěji používají jako hostitele lidskou rasu. Vstupují do hostitelova těla přes zátylek a tělo pak sami ovládají. Většina Goa'uldů se vydává za bohy, aby mohli ovládat armády Jaffů. Proti Goa'uldskému impériu bojují lidé, Tok'rové a občasně i Asgardové. S těmi Goa'uldi uzavřeli smlouvu o chráněných planetách, která měla 27 planetám (včetně Země) zaručit ochranu před Goa'uldy, avšak byla později z jejich strany hojně porušována (hlavně co se týče útoků na Zemi).

## Dějiny

### Původ
Goa'uldé se vyvinuli na planetě P3X-888 původně jako vodní úhoři, kteří se rozmnožují pomocí goa'uldských královen. Z původně dravého druhu se postupně stali parazitickým druhem, když začali vnikat do hostitelů. Nejprve jimi byli Unasové, humanoidní tvorové, kteří se vyvinuli na stejné planetě jako Goa'uldi. Goa'uldi časem objevili Hvězdnou bránu a pomocí ní se rozšířili po celé Mléčné dráze.
Ra později objevil Zemi a zdejší lidskou rasu, zvanou goa'uldsky Tau'ri. Lidé se ukázali být vhodnějšími hostiteli než Unasové, protože jejich těla se dala snáze opravovat. Proto byli Lidé Goa'uldy zotročeni a z vybraných se stávali Jaffové.

### Goa'uldské impérium

#### Raná historie
Goa'uldi vytvořili feudální společenství vedené nejprve Apepem, kterého zavraždil Anubis. Následně nastala dlouhá občanská válka, během které se Ra stal vládcem všech Goa'uldů. Goa'uldská královna Egerie se s lidmi postavila proti Raově jednání a proto založila hnutí Tok'ra (v překladu proti Raovi).

#### Střety s SGC
Ra byl prvním goa'uldem zabitým Tau'rii (lidmi ze Země), když na jeho lodi explodovala jaderná bomba. Mocenské vakuum vzniklé po Raově smrti se snažili vyplnit ostatní vládci soustavy, jako například Apophis, který vedl neúspěšný útok na Zemi, ale nejmocnějším se nakonec stal Sokar, který byl ale později zabit Tok'ry. Poté ho nahradil Apophis, který byl nakonec zabit týmem SG-1, když jeho loď napadli Replikátoři. Nejmocnějším Goa'uldem v seriálu se stal Anubis, jehož činy byly i pro Goa'uldy tak hrozné, že byl před tisíci lety vyloučen z Vládců soustavy a od té doby byl považován za mrtvého, ale ve skutečnosti se stal napůl povzneseným. Ovšem po tisíci letech se vrátil a Vládce soustavy téměř porazil, než byl sám poražen Antickými zbraněmi při útoku na Zemi. Posledním opravdu mocným Goa'uldem se stal Ba'al, který tajně sloužil poraženému Anubisovi až do jeho definitivní porážky, a svou moc si udržel ještě v době po pádu Impéria, i když v menší míře.

#### Pád
Když se v dílu „Děti bohů“ první muž Apophise Teal'c rozhodl opustit řady jeho armády nastartoval tím Jaffskou rebélii, kdy se Jaffové mnoha Goa'uldů začali bouřit a opouštět své pozice. Později v dílu „Bojovník“ se jaffští vzbouřenci zorganizovali do jednotného hnutí Svobodných Jaffů a začali napadat Goa'uldské transporty a získávat zbraně, naquadah a lodě a při tom získávali nové a nové členy. To nakonec v dílu „Poslední boj“ vyústilo v plán na simultánní útoky na Vládce soustavy, ale než k tomu došlo napadli Goa'uldy Replikátoři a protože Goa'uldi museli bojovat s Replikátory po celé galaxii, Svobodní Jaffové mohli dobýt planetu Dakaru, což mělo obrovský symbolický význam, protože se zde nachází posvátný chrám kde byly prvním Jaffům poprvé implantováni goa'uldští symbionti. Ale to si Goa'uldi nenechali líbit a zaútočili na Svobodné Jaffy na Dakaře. Ovšem mezitím se Replikátoři dozvěděli, že je v chrámu na Dakaře Antické zařízení schopné je zničit a tak se rozhodli planetu dobýt také. Totéž zjistili i Jaffové a SGC. To vedlo v největší vesmírnou bitvu seriálu, kde Goa'uldi museli bojovat na dvou frontách, jak se Svobodnými Jaffy, tak i s Replikátory. Svobodní Jaffové dokázali udržet chrám před Replikátory dost dlouho, aby mohlo být zařízení spuštěno a Replikátoři byli po celé galaxii zničeni. Hned poté Jaffové obsadili vlajkovou loď Goa'uldů a pokusili se zajmout Ba'ala, který ovšem uprchl. Během této války s Replikátory zemřelo mnoho Goa'uldů. Proti zbývajícím Goa'uldům povstali jejich Jaffové, které inspirovala porážka Goa'uldů na Dakaře. Tito Goa'uldi byli buď zabiti nebo uprchli a od té doby se skrývají.

## Biologie
Goa'uldi jsou parazitickou rasou, původem se jedná o obyvatele bažin. Vstupují do hostitele a ovládají jeho nervovou soustavu. Tělo Goa'uldů připomíná hada, v hlavové části mají ústní otvor s tenkými zuby. Jejich prvními hostiteli se stala rasa Unasů, humanoidních plazů. Po spojení s hostitelem se symbiont napojí na mozek a nervovou soustavu svého hostitele, čímž ovládne jeho tělo. Hostitelovo vědomí je potlačeno a stává se tak vězněm ve vlastním těle. Jsou však známy případy vzájemného ovlivňování vědomí, tzn. že je možné symbionta ovlivňovat myšlenkami či silou mysli hostitele. Pokud má hostitel dostatečně silný charakter a temperament, dokáže nedospělého symbionta úplně potlačit a přitom využívat biologických výhod Goa'uldů. Proto se implantují pouze plně vyvinutí a dospělí symbionti, aby se takovým případům předešlo.
Samotní Goa'uldi nemají oddělená pohlaví. Ale existují goa'uldí královny schopné vyprodukovat tisíce larev. Larvy přejímají vzpomínky rodičů včetně znalostí technologie (genetická paměť), jak bylo odhaleno v 17. epizodě čtvrté řady seriálu Hvězdná brána Absolutní moc (v anglickém originále Absolute Power). Dítě dvou hostitelů se nazývá "harsesis" a má rovněž goa'uldské vzpomínky, proto je pohlavní styk dvou hostitelů zakázán. Larvy dozrávají v tělech Jaffů, kterým zvyšují fyzickou sílu, prodlužují život a úplně nahrazují jejich zničený imunitní systém. Touto závislostí na nedospělých symbiontech si Goa'uldi zajišťují poslušnost Jaffů. 
Přijímání živin symbiontů pravděpodobně probíhá podobně jako u jiných parazitických druhů, kdy přijímají živiny z těla hostitele. O dalších biologických funkcí těla symbiontů se toho všeobecně moc neví. Poslední důležitou informací je to, že v určité části své evoluce se jim v těle začal objevovat naquadah. Díky tomu jsou schopní vycítit jiné symbionty a ovládat vyspělou technologii, kradenou a přizpůsobenou od jiných ras. To zároveň působí jako jakási bezpečnostní pojistka. 

### Hostitel
Do hostitele Goa'uld vniká šíjí nebo ústy (skrze měkké patro) do mozkovny, kde se napojí na mozkový kmen a převezme kontrolu nad hostitelovou myslí a tělem. Goa'uldi zvyšují fyzickou sílu hostitele a prodlužují jeho život. Zcela ovládají hostitelovo tělo, avšak hostitel je stále při vědomí a vnímá co se s ním děje, jak bylo odhaleno v 15. epizodě třetí řady seriálu Hvězdná brána Záminka (v anglickém originále Pretense).

## Technologie
Goa'uldi většinu svých technologií ukradli nebo vydobyli od jiných ras, avšak existují mezi nimi i technologičtí inovátoři jako Anubis či Ba'al. Mnoho goa'uldských zbraní, jako jsou například tyčové zbraně, je spíše než prakticky navrženo pro efekt, což je zamýšleno k ještě většímu upevnění pozice Goa'uldů coby „božstva.“ Některé goua'uldské technologie, jako například ozbrojená ruka nebo léčebné zařízení, mohou být ovládány pouze mentálně a je k tomu zapotřebí, aby uživatel měl v krvi stopové množství naquahdahu. Tento mimořádně energetický prvek je základním stavebním kamenem všech goa'uldských technologií, jakož i palivem goa'uldských vesmírných lodí.